# Mount Achilles (berg)
Mount Achilles är ett berg i Australien. Det ligger i regionen  West Coast och delstaten Tasmanien, i den sydöstra delen av landet, omkring 160 kilometer nordväst om delstatshuvudstaden Hobart. Toppen på Mount Achilles är 1 363 meter över havet.
Runt Mount Achilles är det mycket glesbefolkat, med 2 invånare per kvadratkilometer.. Det finns inga samhällen i närheten.
I omgivningarna runt Mount Achilles växer i huvudsak städsegrön lövskog. Genomsnittlig årsnederbörd är 1 598 millimeter. Den regnigaste månaden är augusti, med i genomsnitt 204 mm nederbörd, och den torraste är januari, med 63 mm nederbörd.